# Alloperla imbecilla
Alloperla imbecilla is een steenvlieg uit de familie groene steenvliegen (Chloroperlidae). De wetenschappelijke naam van de soort is voor het eerst geldig gepubliceerd in 1823 door Say.